# Les Baroques
Les Baroques is een nederbeatgroep uit Baarn, die heeft bestaan tussen 1965 en 1969.
De band is gestart onder de naam Hurricane Combo, van 1961 tot 1965.
De groep viel ook op, doordat – in tegenstelling tot alle andere Nederlandse bands van die tijd – in goed Engels werd gezongen, wat mede te danken was aan de Engelse moeder van Frank Muyser. Frank Muyser was tevens de manager van de band. Opmerkelijk voor een popgroep is het gebruik van de fagot in hun eerste hit met de voor die tijd gewaagde titel Such A Cad. De groep zou ook nog experimenteren met andere muziekinstrumenten, zoals de banjo, de balalaika en de klavecimbel. Ook opmerkelijk is dat in een aantal nummers Peter Shott (= Pieter Goemans) als componist wordt vermeld. Na veel groepswisselingen en het uitblijven van verdere hits werd de groep in 1969 ontbonden. In 2021 werd in een Radio 5-programma nog eens op het bestaan van Les Baroques teruggeblikt.

## Bezetting
- Frank Muyser: gitaar, mondharmonica, saxofoon (tot 1967)
- Robin Muyser: basgitaar (tot 1969)
- Gerard Schoenaker (Gary O' Shannon: zang (tot september 1966)
- René Krijnen: toetsinstrumenten (tot 1969)
- Hans van Emden: gitaar (tot 1967)
- Raymond van Geytenbeek: achtergrondzang, drums (tot 1969)
- Sjaak Ranzijn, zang (tot 1966), gestart bij de Hurricane Combo (1961), gestopt wegens problemen met zijn stem.

Overige muzikanten
- Michel van Dijk: zang - van september 1966 tot 1969 (naar Ekseption en later Brainbox en Alquin)
- Ferdi Karmelk: gitaar, zang - 1968 tot 1969 (naar diverse andere groepen, o.a. Vitesse en Wild Romance)
- Jan Dankmeijer: basgitaar, tot 1969 (naar Island)
- Bart Terlaak: achtergrondzang, drums, tot 1969 (naar Island)

## Discografie

### Singles
| Jaar | Titel                                                          | Format | Label                    | Catalogusnr | Opmerking                 |
| ---- | -------------------------------------------------------------- | ------ | ------------------------ | ----------- | ------------------------- |
| 1965 | Silky / My Lost Love                                           | single | EUROPHON                 | P 5004      |                           |
| 1965 | Such A Cad / Summerbeach                                       | single | EUROPHON                 | P 5010      |                           |
| 1966 | I Know / She's Mine                                            | single | WHAMM                    | PS 006      |                           |
| 1966 | I'll Send You To The Moon / Troubles                           | single | WHAMM                    | PS 008      |                           |
| 1966 | Working On A Tsjing-Tsjang / Dreammaker                        | single | WHAMM                    | PS 011      |                           |
| 1966 | Les Baroques                                                   | LP     | WHAMM                    | PS 10001    |                           |
| 1967 | Bottle Party / Bread                                           | single | WHAMM                    | PS 016      |                           |
| 1967 | Love Is The Sun / I Dreamed My Dreams Away                     | single | WHAMM                    | PS 022      |                           |
| 1967 | Barbarians With Love                                           | LP     | WHAMM                    | PS 10003    |                           |
| 1968 | Indication / When You're Feelin' Good                          | single | WHAMM                    | PS 025      |                           |
| 1968 | Without Feeling, Without Mind / Pardon Me, I Think I'm Falling | single | WHAMM                    | PS 027      |                           |
| 1968 | Such A Cad / I Know                                            | single | FONTANA                  | 272 377 TF  |                           |
| 1969 | Setter Set Modeshow                                            | single | SETTER SET / WAF RECORDS | RC 223      | reclame: setter set - waf |
| 1972 | Such A Cad ~ Silky / Bottle Party ~ I Dreamed My Dreams Away   | EP     | PARK                     | BP 1038     |                           |
| 1974 | Without Feeling, Without Mind / Indication                     | single | PARK                     | BP 1067     |                           |
| 1980 | Les Baroques Is Dead... Long Live Les Baroques                 | LP     | PHILIPS                  | 6440 820    |                           |
| 1993 | The Best Of Les Baroques                                       | CD     | MERCURY                  | 518 000 2   |                           |
| 1995 | Such A Cad: The Complete Story Of Les Baroques                 | 2CD    | PATIO MUSIC              | PM 95102    |                           |

| Single met eventuele hitnotering(en) in de Nederlandse Top 40 | Datum van verschijnen | Datum van binnenkomst | Hoogste positie | Aantal weken | Opmerkingen |
| ------------------------------------------------------------- | --------------------- | --------------------- | --------------- | ------------ | ----------- |
| Such A Cad                                                    |                       | 12-02-1966            | 8               | 16           |             |
| I Know                                                        |                       | 28-05-1966            | 10              | 11           |             |
| Working On A Tsjing Tsjang                                    |                       | 07-01-1967            | 38              | 1            |             |
| Silky                                                         |                       |                       |                 |              |             |
| Bottle Party                                                  |                       | 03-06-1967            | 34              | 5            |             |